# Nenkovo
Nenkovo (Bulgaars: Ненково, Turks: Memliler) is een dorp in Bulgarije. Zij is gelegen in de gemeente Kardzjali in de oblast  Kardzjali. Het dorp ligt 185 km ten zuidoosten van de hoofdstad Sofia.

## Geschiedenis
Tot 1934 heette het dorp Memliler.

## Bevolking
Op 31 december 2019 telde het dorp Nenkovo 102 inwoners, een drastische daling vergeleken met het hoogtepunt van 883 inwoners in 1946. De inwoners zijn nagenoeg uitsluitend Bulgaarse Turken (99,2%).
Van de 129 inwoners die in februari 2011 werden geregistreerd, waren er 19 jonger dan 15 jaar oud (15%), terwijl er 41 inwoners van 65 jaar of ouder werden geteld (32%).